# Desmoclystia hirticosta
Desmoclystia hirticosta là một loài bướm đêm trong họ Geometridae.